# Lubianek
Lubianek (deutsch Klein Lauben) ist ein Ort in der polnischen Woiwodschaft Ermland-Masuren und gehört zur Gmina Grunwald (Landgemeinde Grünfelde) im Powiat Ostródzki (Kreis Osterode in Ostpreußen).

## Geographische Lage
Lubianek liegt östlich des Laubener Sees (polnisch|Jezioro Lubiańskie, auch Jezioro Lubień und Jezioro Lubian) im südlichen Westen der Woiwodschaft Ermland-Masuren, 30 Kilometer südöstlich der Kreisstadt Ostróda (deutsch Osterode in Ostpreußen).

## Geschichte
Das große Vorwerk Lauban, nach 1785 Klein Lauban genannt, war ursprünglich ein Wohnplatz im Gutsbezirk Groß Lauben (polnisch Lubian), der 1910 in die Landgemeinde Thymau (polnisch Tymawa) eingegliedert wurde.
Mit dem gesamten südlichen Ostpreußen wurde Klein Lauben 1945 in Kriegsfolge an Polen überstellt und erhielt die polnische Namensform „Lubianek“. Jetzt ist der kleine Ort in die Gmina Grunwald im Powiat Ostródzki eingegliedert, bis 1998 der Woiwodschaft Olsztyn, seither der Woiwodschaft Ermland-Masuren zugehörig.

## Kirche
Bis 1945 war Klein Lauben in die evangelische Kirche Mühlen (Ostpreußen) (polnisch Mielno) in der Kirchenprovinz Ostpreußen der Kirche der Altpreußischen Union sowie in die römisch-katholische Kirche Thurau (polnisch Turowo) im Bistum Ermland eingepfarrt.
Heute gehört Lubianek katholischerseits zur Kirche Mielno im jetzigen Erzbistum Ermland, evangelischerseits zur Kirche Olsztynek (Hohenstein) in der Pfarrei Olsztyn (Allenstein) innerhalb der Diözese Masuren der Evangelisch-Augsburgischen Kirche in Polen.

## Verkehr
Nach Lubianek führt von Ulnowo (Faulen) aus eine Landwegverbindung. Ein Bahnanschluss besteht nicht.